# Ocrepeira klossi
Ocrepeira klossi är en spindelart som beskrevs av Claude Lévi 1993. Ocrepeira klossi ingår i släktet Ocrepeira och familjen hjulspindlar. Inga underarter finns listade i Catalogue of Life.